# Gastronomía gitana

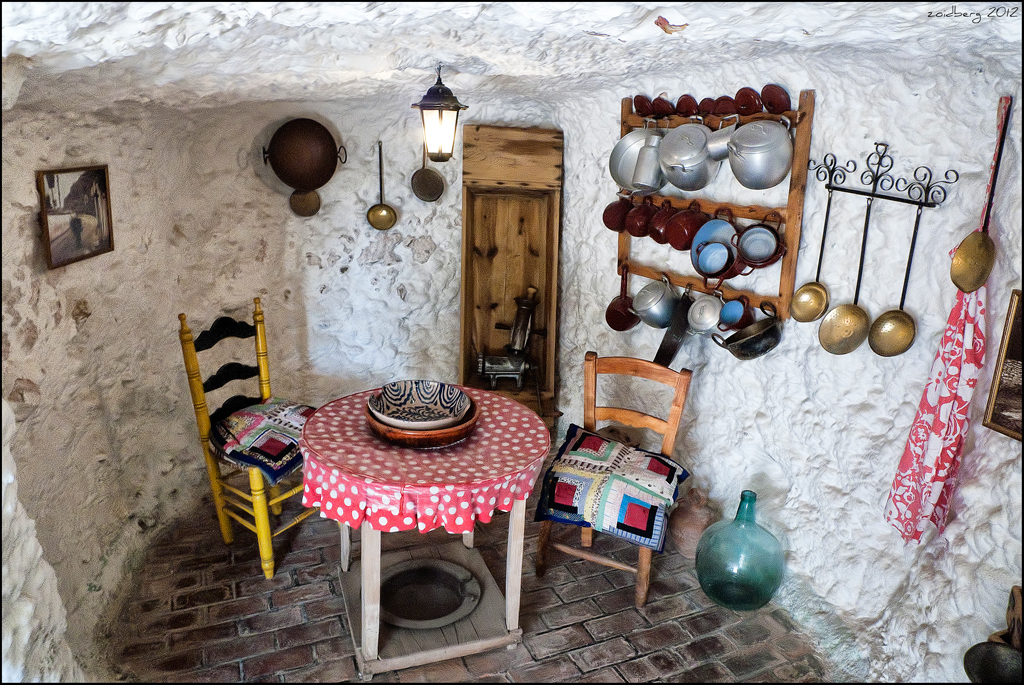
Antigua cocina gitana en las Cuevas del Sacromonte.

La cocina romaní, o más concretamente cocina calé (gitano ibérico), es la tradición culinaria del pueblo caló, influida notablemente por la cocina española. La comunidad gitana tiene orígenes diversos, y se encuentra asentada en diferentes lugares de la península ibérica y más allá, por lo que no se distingue una cocina gitana como tal, pero sí se puede hablar de una forma «agitanada» de cocinar.
La gastronomía gitana es un reflejo del estilo de vida humilde y nómada de los romaníes. Se considera una cocina de aprovechamiento, basada sobre todo en legumbres, verduras y arroces, y en la que destacan platos calóricos y sustanciosos como los potajes (platos «de cuchara»). A pesar de la sencillez de los ingredientes, los platos suelen tener mucho color y variedad de sabores. De hecho, es popular entre los gitanos decir que «una comida sin color, es una comida paya». En la lengua caló, se le dice jallipén o jama a la comida y jalar o jamar al acto de comer.
La cultura gastronómica de los gitanos se transmite principalmente por tradición oral de madres a hijas. También es frecuente ver a los hombres entre fogones. La comida tiene un papel relevante en la vida gitana, pues además de alimentar, tiene la función de unir a la comunidad; siempre se sirve en abundancia a todos los familiares e invitados, e incluso se cocina de más para llevar a las casas de otros seres queridos.
Un factor que está provocando la lenta y silenciosa desaparición de esta tradición culinaria es el desinterés entre las nuevas generaciones en aprenderlas. En cuanto a libros de cocina, uno de los referentes es La cocina gitana de Matilde Amaya (2002), la mujer de Juan Habichuela.

## Características

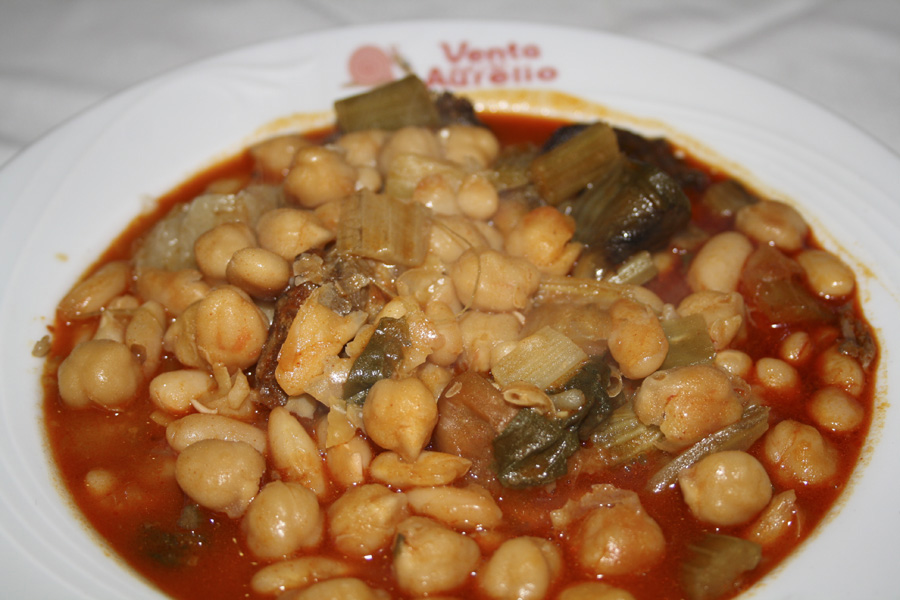
Berza gitana, típico del área de Jerez: garbazos, cerdo, manteca colorá, berzas (tipo de col)...tradicionalmente incluye tagarnina, un tipo de cardo o acelga silvestre.

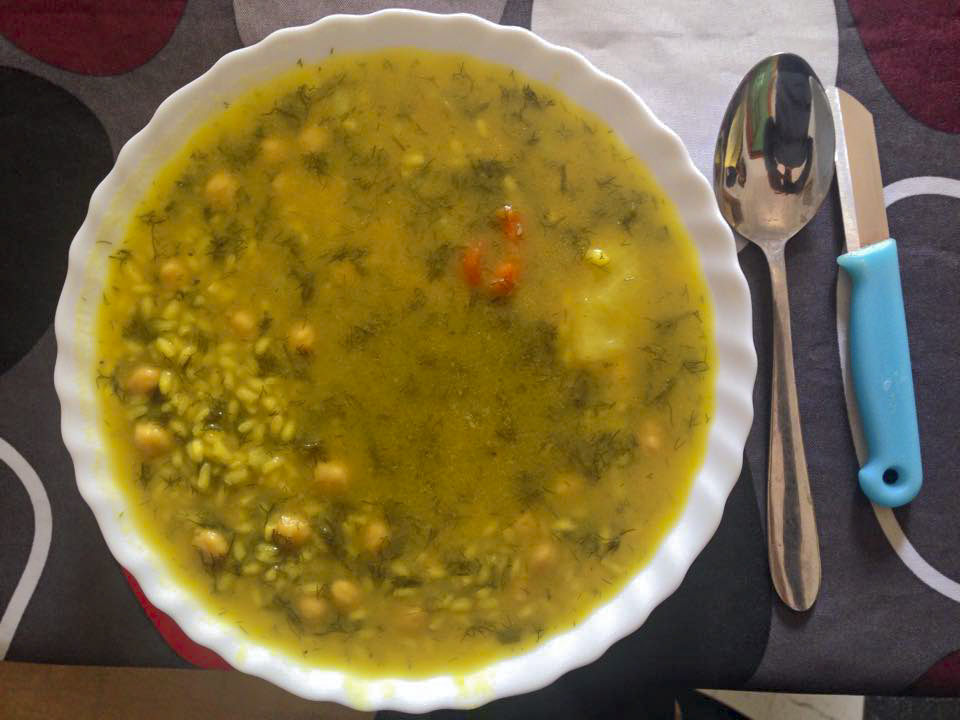
Arroz con hinojos

### Potajes y legumbres
El carácter nómada de los gitanos limitaba el número de utensilios de cocina que las cocineras podían transportar consigo, por este motivo gran parte de las comidas se cocinaban en una sola olla grande, de manera que prevalecen las sopas calientes, guisos, pucheros... preparaciones humildes pero muy llenadoras y calóricas. Ejemplos son la olla de coles u olla con peras (olla gitana), la berza, el «guisaíllo», la garbanzá, el potaje de Nochebuena, el empedradillo, la escudella (entre los gitanos de Cataluña), los andrajos (en el sur)... etc. siempre incluyendo garbanzos, alubias (frijones), lentejas y otras legumbres. Las legumbres son la base nutricional de la dieta romaní, ya que era un alimento accesible, consistente y versátil. Asimismo lo son la patata, el arroz, el pan o la pasta. Los platos romaníes se sirven bien calientes para combatir el frío y las duras condiciones de vida, y de hecho escasean los platos fríos como las ensaladas.

### Vegetales y condimentos
Entre las especias, destaca el uso de hinojo fresco, que es una hierba aromática de temporada que crece de forma natural en el borde de los caminos y se cosecha silvestre para aportar un toque anisado en muchos guisos. Una receta gitana es el arroz con hinojos o las habichuelas con hinojos. Otras plantas que se recogen silvestres del medio natural es el cardillo o tagarnina, las alcachofas o los espárragos trigueros.
Los gitanos gustan mucho de aromatizar sus platos, siendo los condimentos más típicos el ajo, el pimentón dulce y el azafrán, que proporcionan un bello color amarillo anaranjado a todos sus platos.
Tradicionalmente los gitanos no son un pueblo que practique el cultivo, sino la recolección; por ello muchos ingredientes son de origen silvestre, como las setas como el champiñón silvestre o la seta de cardo, diversas yerbas, pequeños animales...

### Carnes
La comida tradicional gitana es esencialmente vegetariana, aunque también hay platos de carnes. Cabe destacar las aves de corral como la gallina, que es una carne más dura y sabrosa que la carne de pollo. También la carne de ganso o la carne de cerdo, especialmente las partes menos nobles, como las vísceras. Las casquerías (partes menos nobles del animal) son alimento común en las cocinas gitanas. Los despojos de las reses son denominados «gardingas» en Andalucía. Los cuajares de cerdo (estómago) se preparan en un guiso con tomate, pimiento y vino blanco. Otros productos de casquería son los morros, los retorteros (amígdalas de ternera) o los callos (o menúos, las tripas del cerdo), con los que se preparan los callos a la andaluza. Entre los gitanos granaínos, los sesos y otros despojos se usan para elaborar la tortilla del Sacromonte. Y entre los gitanos extremeños, el revuelto de criadillas o la sopa de perdiz. Un plato de origen gitano es el rabo de toro, antiguamente considerado «comida de pobre» pero hoy en día popularizado por todo el sur. 
Entre los gitanos del resto de Europa son comunes las carnes de caza, es decir, de animales no-domesticados como el conejo, guisado con mejorana y tomillo, o el erizo con agrimonia y acedera. Es común cocinar las carnes a la brasa.

### Pescado
El pescado fresco no es muy común porque antiguamente era demasiado caro, pero sí el pescado en conserva o en salazón, como el arenque o el bacalao en salazón. Históricamente, los gitanos de la costa solo tenían acceso a los pescados «de bastina», es decir, los de baja calidad (ya sea porque tienen más espinas o menos carne) como el marrajo, el escualo o el pez espada; éstos también conocidos como «pescados de cuero» ya que todos los tiburones tienen una piel muy dura como el cuero, y son de baja calidad.
Los romaníes aportaron a la cocina andaluza la costumbre de freír el pescado. La merluza gitana se prepara enharinada y frita junto con ajo, cebolla, tomate y pimienta. Se sabe que muchos platos de pescado y marisco que hoy se comen en Andalucía tienen su origen en las familias de marengos gitanas. Ejemplo de ello son el cazón en adobo (bienmesabe) o la tortillita de camarones, así como los fideos con caballa y otros platos de pasta gruesa con pescado. Todos ellos son típicos de la bahía de Cádiz y otras zonas costeras de Andalucía.

### Otros platos
- Caracoles o cabrillas, típicos del verano, se recogen tras las lluvias y se guisan con ajo, cebolla, hinojo, poleo y otros condimentos. Antiguamente en España, las personas dedicadas a recoger y vender en la calle los caracoles eran llamados «charagueros», y en su mayoría eran gitanos.[10]
- Gachas gitanas, tal y como se preparan en las Alpujarras en un caldo picante de pimientos. Se diferencian de las gachas manchegas en que la harina no se fríe, solo se cuece.
- Gurullos, tipo de pasta consumida en el sureste (Almería y Murcia principalmente).
- Migas de pan con carne, pescado o verduras, y especias.
- Repápalos, también llamados «albóndigas de pan» un plato típico de los gitanos extremeños, quienes llaman Marochandé ('Tierra del Pan') a Extremadura. Pueden ser dulces o salados
- Zarangollo, un revuelto de huevo con calabacín, patata y cebolla, a veces también tomate, típico de la Región de Murcia.

### Postres y dulces
El paladar gitano tiene una gran predilección por el dulce, aunque en este caso no hay una diferencia significativa con la repostería española en general: churros, huesos de santo, piñonates, tocino de cielo, etc. 
Son típicas entre los gitanos las frutas de sartén (masa frita dulce) como los buñuelos de viento o los pestiños. Todos ellos se preparan tradicionalmente en las festividades religiosas. También se preparan las torrijas en Semana Santa.
Por confusión del nombre, se suele pensar que el brazo de gitano es de origen gitano, pero no está relacionado. Unos postres que se comercializan en España bajo el nombre de «Gitanitos» son un brazo de gitano de tamaño pequeño, tampoco tienen nada que ver con los romaníes. Tampoco son de origen gitano la tarta gitana inglesa (gypsy tart) ni la tarta húngara rigójancsi, que toma su nombre del violinista gitano Rigó Jancsi, ya que ninguno de estos postres es preparado o consumido por los romaníes.

### Bebidas
Los gitanos tienen una cultura del café propia. Es costumbre ofrecer esta bebida bien caliente a los invitados como gesto de cortesía, acogimiento y respeto. En general, los asuntos familiares y los acuerdos de negocio se tratan sirviendo una taza de café dulce.
El «café de puchero» gitano consiste en echar café molido en una olla con agua hirviendo, remover, tapar y dejar reposar por unos minutos. Luego se cuela y se sirve con generosa cantidad de azúcar.

## Gastronomía y música
Muchos cantaores gitanos dedican versos a la cocina, por lo que la comida es tema recurrente en las canciones tradicionales gitanas, entre ellas:
- Échale guindas al pavo (1942), de Lola Flores.
- Yo Quiero Comer Naranjas (1965), de El Príncipe Gitano.
- Me lo como to' (2004), de La Chiqui de Jerez.

En la villa sevillana de Utrera se celebra anualmente desde 1957 el Potaje Gitano de Utrera, considerado el festival de flamenco más antiguo del mundo. Este evento, en el que se preparan una gran comida acompañada de flamenco, tiene su origen en una cena que celebró la Hermandad de los Gitanos, que tuvo un guiso de frijones como plato principal. Otros festivales han surgido a raíz de este por todo el territorio andaluz: el Gazpacho Andaluz en Morón, la Caracolá en Lebrija... etc. En Vera (Almería), el pueblo con mayor proporción de gitanos en relación con su número de habitantes en toda España, se celebró entre 2016 y 2017 el Concurso de Gastronomía Gitana como colofón del Día del Gitano Andaluz, con actividades de todo tipo.

## Gastronomía gitana fuera de España
Los gitanos de otras zonas de Europa, como Alemania o los Balcanes tienen una cocina diferenciada, en la que predominan las carnes ahumadas fruto de la caza. Tiene en común el gusto por los platos coloridos y especiados. Se usan el pimiento, el pimentón, la cúrcuma o el cardamomo. La col o repollo es un producto básico de gran importancia. Entre los platos típicamente sintis destacan la sarma, que es arroz envuelto en hoja de parra, el zigeunerschnitzel, «escalope gitano», o el chartchouklo, un guiso de chucrut. Estas recetas fueron recogidas por la activista romaní francesa Esmeralda Romanez en su libro La Cuisine Gitane (1993), uno de los pocos libros sobre cocina gitana publicados en Europa. 
Entre los gitanos de Francia y Reino Unido, el erizo (llamado niglo en romaní) es considerado un manjar, y también la carne de conejo. En el sur de Francia y norte de Cataluña, una tradición gitana que se está perdiendo era la de cocinar ubres de vaca a la brasa, y otras partes del animal que el resto de la población desechaba.

### Podcasts
- «Gitanos - Jallipén: gastronomía gitana - 28/09/13». Radio Exterior de España. RTVE. 27 de septiembre de 2013. Consultado el 21 de diciembre de 2020.
- «Gitanos - Gastronomía gitana con David Salazar - 25/11/18». Radio Exterior de España. RTVE. 25 de noviembre de 2018. Consultado el 10 de enero de 2021.

- Datos: Q20864827